# ジュゼッペ・ガブリエッリ
ジュゼッペ・ガブリエッリ  (Giuseppe Gabrielli, 1903年2月26日カルタニッセッタ - 1987年11月29日トリノ) は、イタリア最高の航空設計技師の一人であった。
トリノ工科大学を卒業し、ドイツのアーヘンにおいて航空力学の大家セオドア・フォン・カルマンの下で博士課程を修了。ピアッジョでジョヴァンニ・ペーニャ技師の下で設計者としての仕事を開始した。
フィアットの創設者ジョヴァンニ・アニェッリは、すぐに彼の可能性を見抜き自分の工場の飛行機設計部門に引き抜いた。
戦闘機FIAT G.50やFIAT G.55をはじめとした142もの飛行機の設計を行い、通常でない当時のイタリアの生産ラインにおいて、まともに生産できるような設計を行ったり、最初の国産ジェット機FIAT G.80とFIAT G.82の計画を行ったり、その発展型で彼の代表的な仕事となったアエリタリア G.91はNATOによる軽戦闘機の選考を勝ち抜き、その制式戦闘機となった。
彼はトリノ工科大学で「航空機の企画」という講義を何年にも亘って受け持った。
また、主要な航空宇宙分野の国際団体のメンバーでもあった。

## 設計した航空機
- FIAT G.50
- FIAT G.55
- FIAT G.56
- FIAT G.59
- FIAT G.80
- FIAT G.82
- FIAT-アエリタリア G.91
- FIAT-アエリタリア G.91Y
- アエリタリア G.222